# Euphorbia fruticosa
Euphorbia fruticosa ist eine Pflanzenart aus der Gattung Wolfsmilch (Euphorbia) in der Familie der Wolfsmilchgewächse (Euphorbiaceae).

## Beschreibung
Die sukkulente Euphorbia fruticosa wächst als kleiner Strauch und wird 20 bis 50 Zentimeter hoch. Aus der Basis entspringen tief zwölfkantige Triebe und bilden so eine dichte Gruppe. Weiter oben verzweigen sich die Pflanzen weniger. Die nahezu kugeligen bis länglichen Triebe werden bis 4,5 Zentimeter dick und haben gerade Kanten. Die kurzen Dornenschildchen sind zu einem Hornrand verwachsen. Die Dornen werden 1 bis 2 Zentimeter lang, die Nebenblattdornen 1 bis 3 Millimeter lang.
Der Blütenstand besteht aus einzelnen und einfachen Cymen. Die bis 2 Millimeter lang gestielten Cyathien sind gelb gefärbt. Die Nektardrüsen sind länglich. Die stumpf gelappte Frucht wird etwa 3 Millimeter groß und steht an einem 4 Millimeter langen und zurückgebogenem Stiel. Der eiförmige Samen wird 2 Millimeter groß und hat eine mit Warzen gesetzte Oberfläche.

## Verbreitung und Systematik
Euphorbia fruticosa ist im westlichen Jemen in den Haraz-Bergen verbreitet.
Die Erstbeschreibung der Art erfolgte 1775 durch Peter Forsskål.